# Groene Hart

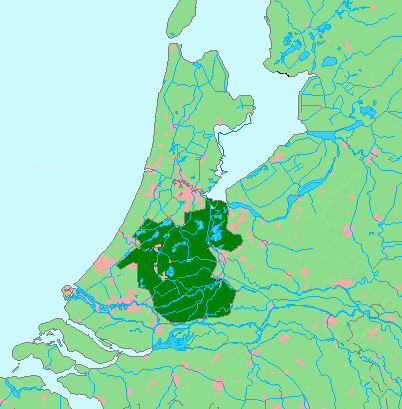
Localització del Groene Hart

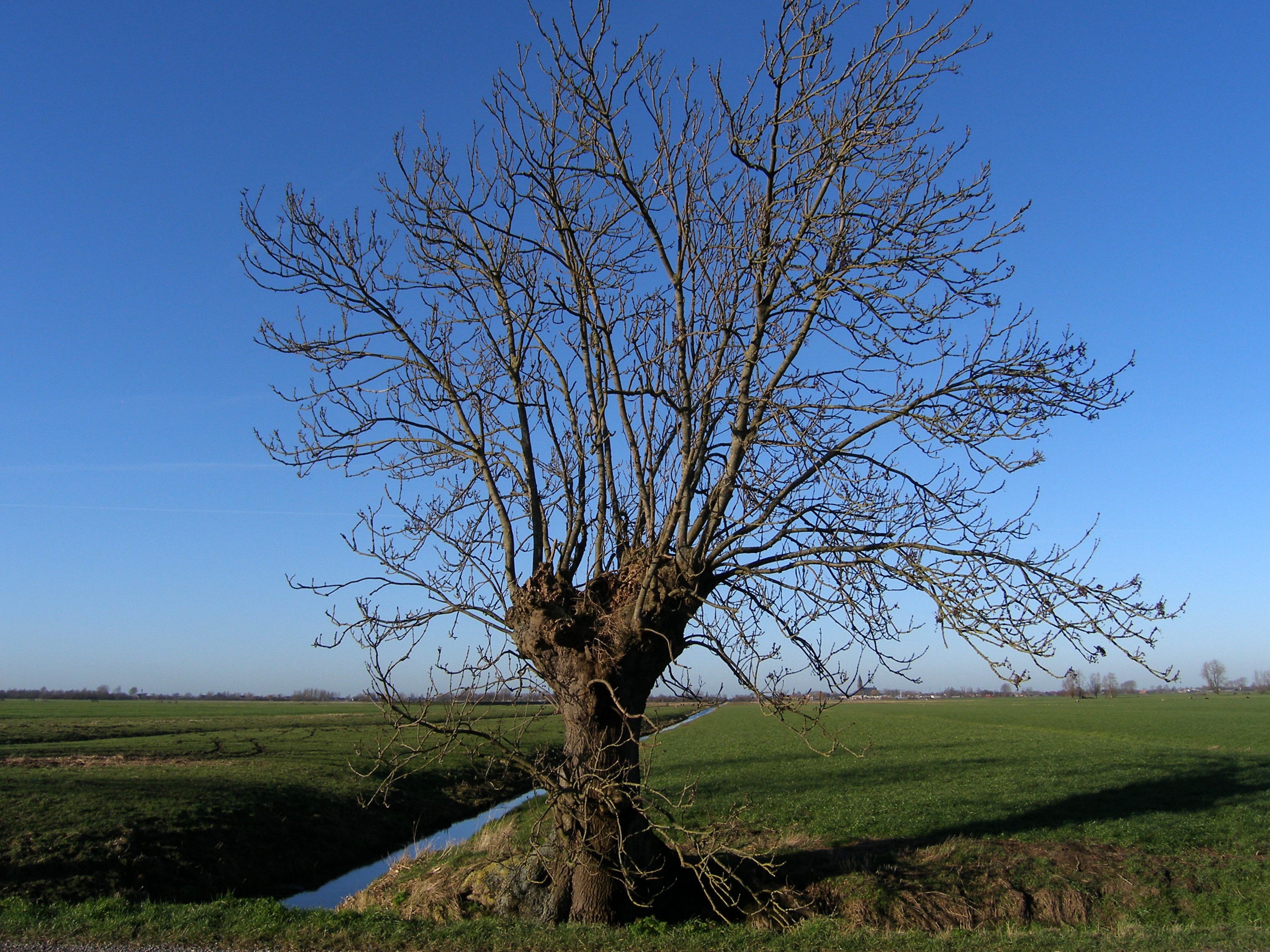
Paisatge del pòlder Lopikerwaard, típic del Groene Hart

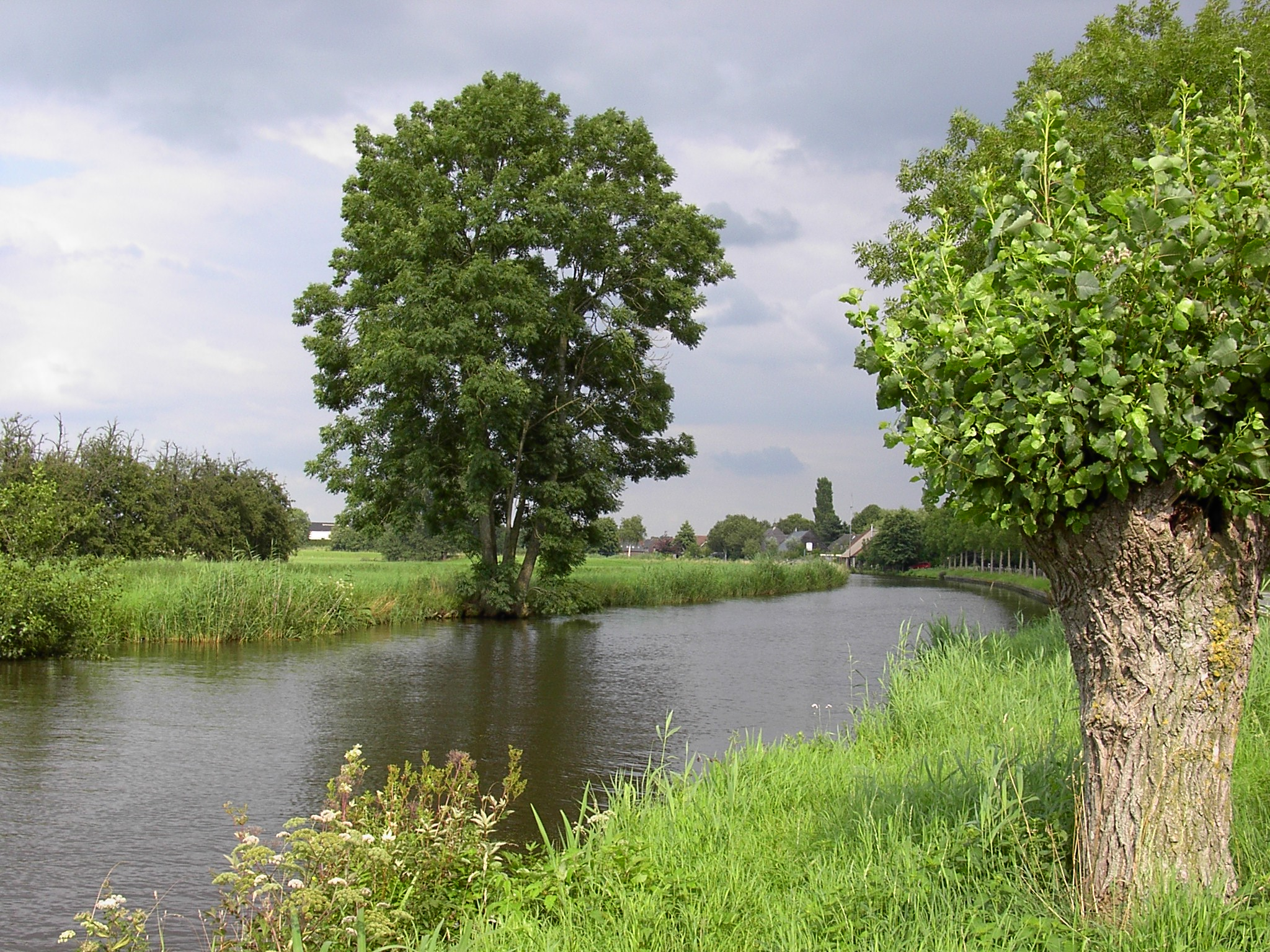
Paisatge prop de Montfoort

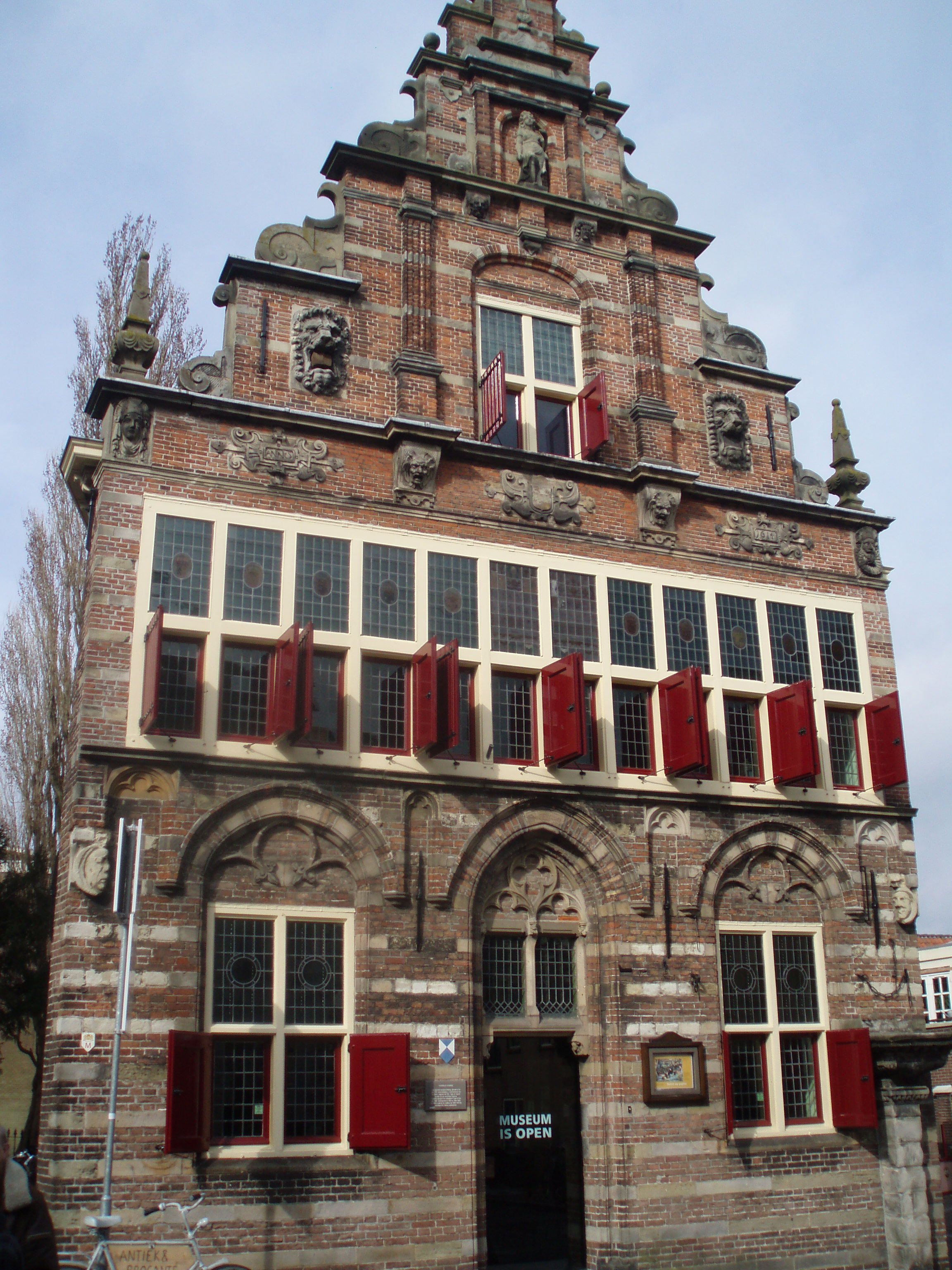
Ajuntament de Woerden

El Groene Hart ('Cor verd') és una regió dels Països Baixos relativament poc poblada situada a l'interior del Randstad. Abasta notablement les ciutats de Zoetermeer, Alphen aan den Rijn, Gouda, Waddinxveen, Bodegraven, Gorinchem, Vianen i Woerden, i limita amb Rotterdam, La Haia, Leiden, Haarlem, Amsterdam i Utrecht.
A causa del seu caràcter rural, el Groene Hart contrasta amb el territori urbà que l'envolta. L'agricultura, la natura i el lleure són les seves principals funcions. Els seus habitants i visitants hi troben tranquil·litat, espais verds i espais oberts.
Hi viuen moltes espècies d'ocells, com ara el tètol, la fredeluga i la garsa de mar.

## Història
Al llarg dels segles, una capa de torba espessa i humida es formà entre les grans ciutats de l'oest dels Països Baixos. Aquest sòl torbós no era ideal per a la construcció, però sí que ho era per a l'agricultura i l'extracció de torba. A partir de l'Edat d'Or neerlandesa, un cercle de ciutats es formà al voltant d'un territori central ric en aigua, verd i obert. Rebé el nom de Groene Hart a la segona meitat del segle XX.
Aquest territori formava part de la línia d'aigua holandesa, dispositiu de defensa dels segles XVII i XVIII.

## Territori aquàtic
El Groene Hart és una regió rica en aigua. S'hi troben masses d'aigua com ara els Reeuwijkse Plassen, els Langeraarse Plassen, els Nieuwkoopse plassen, els Vinkeveense plassen i Braassemermeer, així com rius: l'IJssel holandès, l'Oude Rijn, el Lek, el Vlist, el Loet i el Rotte; i cursos d'aigua més petits: l'Aar, el Gouwe i el Meije.

## Senderisme
La regió és travessada pel sender del Groene Hart, un dels senders regionals (streekpaden) neerlandesos, i el sender de gran recorregut Floris V.